# Кизляр (городской округ)
Го́род Кизля́р или Кизляр (кум. Къызыл-яр) — муниципальное образование (городской округ) и административно-территориальная единица (город республиканского значения) в составе Республики Дагестан Российской Федерации. Административный центр — город Кизляр.

## География
Городской округ расположен в северной части Республики Дагестан.

## История
13 января 2005 года законом Республики Дагестан определены статус и границы муниципального образования.

## Население
| 2002    | 2010    | 2011    | 2012    | 2013    | 2014    | 2015    | 2016    | 2017    |
| ------- | ------- | ------- | ------- | ------- | ------- | ------- | ------- | ------- |
| 51 024  | ↗51 707 | ↘51 519 | ↘51 320 | ↘50 759 | ↗50 774 | ↘50 751 | ↗50 845 | ↗50 964 |
| 2018    | 2019    | 2020    | 2021    | 2023    | 2024    | 2025    |         |         |
| ↗51 492 | ↗51 833 | ↗52 006 | ↗52 502 | ↗53 011 | ↗53 441 | ↗53 686 |         |         |

Согласно прогнозу Минэкономразвития России, численность населения будет составлять:
- 2024 — 51,8 тыс. чел.
- 2035 — 53,61 тыс. чел.

### Национальный состав
По данным Всероссийской переписи населения 2021 года:
| Народ         | Численность, чел. | Доля от всего населения, % |
| ------------- | ----------------- | -------------------------- |
| русские       | 18 344            | 34,94 %                    |
| аварцы        | 12 664            | 24,12 %                    |
| даргинцы      | 7 980             | 15,20 %                    |
| кумыки        | 2 748             | 5,23 %                     |
| лезгины       | 2 378             | 4,53 %                     |
| лакцы         | 2 148             | 4,09 %                     |
| табасараны    | 1 037             | 1,98 %                     |
| азербайджанцы | 1 000             | 1,90 %                     |
| рутульцы      | 760               | 1,45 %                     |
| ногайцы       | 605               | 1,15 %                     |
| другие        | 1 937             | 3,69 %                     |
| не указавшие  | 901               | 1,72 %                     |
| всего         | 52 502            | 100 %                      |

## Состав городского округа
| № | Населённый пункт             | Тип населённого пункта        | Население |
| - | ---------------------------- | ----------------------------- | --------- |
| 1 | Железнодорожный разъезд № 17 | железнодорожный разъезд       | →0        |
| 2 | Кизляр                       | город, административный центр | ↗51 197   |
| 3 | Комсомольский                | пгт                           | ↗2489     |

## Местное самоуправление
Глава городского округа
- 2005—2014 — Вячеслав Степанович Паламарчук
- с 2014 года — Александр Ильич Шувалов

Председатель собрания депутатов
- Виктор Николаевич Митрофанов

Главы администрации
- 1993—2005 — Паламарчук Вячеслав Степанович
- 2005—… — Аржанухин Валерий Вячеславович